# 庾龍源
庾 龍源（ユ・ヨンウォン、朝鮮語: 유용원、1964年3月10日 - ）は、大韓民国の軍事専門ジャーナリスト、政治家。第22代韓国国会議員。本貫は茂松庾氏。

## 経歴
忠清南道天安市出身。天安中学校、天安中央高等学校、ソウル大学校経済学科卒。1990年より朝鮮日報の軍事専門記者、ミズーリ大学ジャーナリズム・スクール訪問研究員、韓国国防安保フォーラム企画調整室長、国民の力所属の国会議員を歴任した。特に1993年以降は韓国の総合日刊紙の記者で国防部だけに出入りしていた最長寿軍事専門記者であった。また、軍事専門オンラインコミュニティの「庾龍源の軍事世界」も運営している。

## 活動
2004年1月26日、盧武鉉の参与政府が竹島をめぐる神経戦に当たって、4000t級の原子力潜水艦の建造と配置（いわゆる「362事業」）を極秘裏に検討しているという記事を朝鮮日報に掲載した。それが原因で、当該艦の建造はすぐに止まったとSBSの軍事専門記者が指摘した。一方、庾は国会議員当選後も専門家を招き、「韓国型原子力潜水艦の導入の必要性と戦略」というテーマの討論会を主催した。
国会議員当選後の1号法案は、国家安保の業務中に殉職した民間人も公務員と同じく顕忠院に埋葬できるようにする「国立墓地の設置および運営に関する法案」の一部改正案である。他には、日本の核燃料サイクルを念頭に、「核の平和利用」を前提条件として韓国の潜在的な核能力（使用済みの核燃料を再処理する能力）の確保を目的とする「原子力振興法」の一部改正案も発議した。
2025年2月23日から26日にかけてウクライナ議会およびヤルタ欧州戦略特別会議の招待によりウクライナを訪問し、2022年ロシアのウクライナ侵攻のなかウクライナの捕虜となった北朝鮮国籍の兵士2名と約1時間10分間面会した。

## 主張
韓国の核武装潜在力の確保は国際社会の制裁などの経済的打撃を受ける可能性があるとして、すぐにしないと主張するが、万が一の時、韓米原子力協定の改正が必須だと主張している。また、韓国国内の「核武装が6か月で可能だ」という楽観論に対し、まずちゃんとした分析と保守・進歩を超えるコンセンサスの形成が重要だと主張した。